# Kupun Kushantha
Kupun Kushantha (* 1. Juni 1995 in Badulla) ist ein sri-lankischer Mittelstreckenläufer.

## Sportliche Laufbahn
Erste internationale Erfahrungen sammelte Kupun Kushantha 2014 bei den Juniorenasienmeisterschaften in Taipeh, bei denen er im 800-Meter-Lauf im Finale disqualifiziert wurde. 2019 nahm er an den Südasienspielen in Kathmandu teil und belegte dort in 4:13,29 min den sechsten Platz im 1500-Meter-Lauf.
2019 wurde Kushantha sri-lankischer Meister im 1500-Meter-Lauf.

## Persönliche Bestzeiten
- 800 Meter: 1:49,36 min, 4. April 2019 in Colombo
- 1500 Meter: 3:47,61 min, 17. August 2019 in Colombo